# Al-Shuna al-Shamalyah
Al-Shuna Al Shamalyah (în arabă الشونة الشمالية) cunoscut și ca Shuna de Nord este un oraș iordaniaian. Este situat în Guvernoratul Irbid. cu vedere la Valea Râului Iordan, la aproximativ 25 km de orașul Irbid, iar populația sa este estimată la 25.000 de oamenim. Orașul se află la intersecția autostrăzilor 65 și 10, și se află la sud de confluența  râurilor Yarmouk și Iordan. 

## Istorie
Recensământul iordanian din 1961 a raportat 3.462 de locuitori în Al-Shuna al-Shamalyah.

## Resurse
Shuna de nord este renumită și pentru agricultură și turism, în special turismul religios, fiind locul unde este mormăntul însoțitorului lui Mahomed, Moaz bin Jabal. Zona este renumită și pentru cultivarea fructelor citrice, a legumelor și a bananelor.

## Site-uri

### Tell esh-Shuneh
În 1953, arheologii Henri de Contenson și James Mellaart au excavat situl Tell esh-Shuneh, cu vedere la Wadi Al Arab, chiar în afara orașului.  Situl a fost re-excavat în anii 1980 de Carrie Gustavson-Gaube și din nou în anii 1990 de către Universitatea Durham. Artefactele recuperate de la Tell esh-Shuneh includ rămășițe de structuri, ceramică și argint datând din epoca cuprului și începutul epocii bronzului. Săpăturile au descoperit, de asemenea, numeroase rămășițe    macobotanice, sugerând că atât așezările din epoca cuprului, cât și cele din epoca bronzului timpuriu din sit au utilizat irigații agricole.

### Altarul lui Muadh ibn Jabal

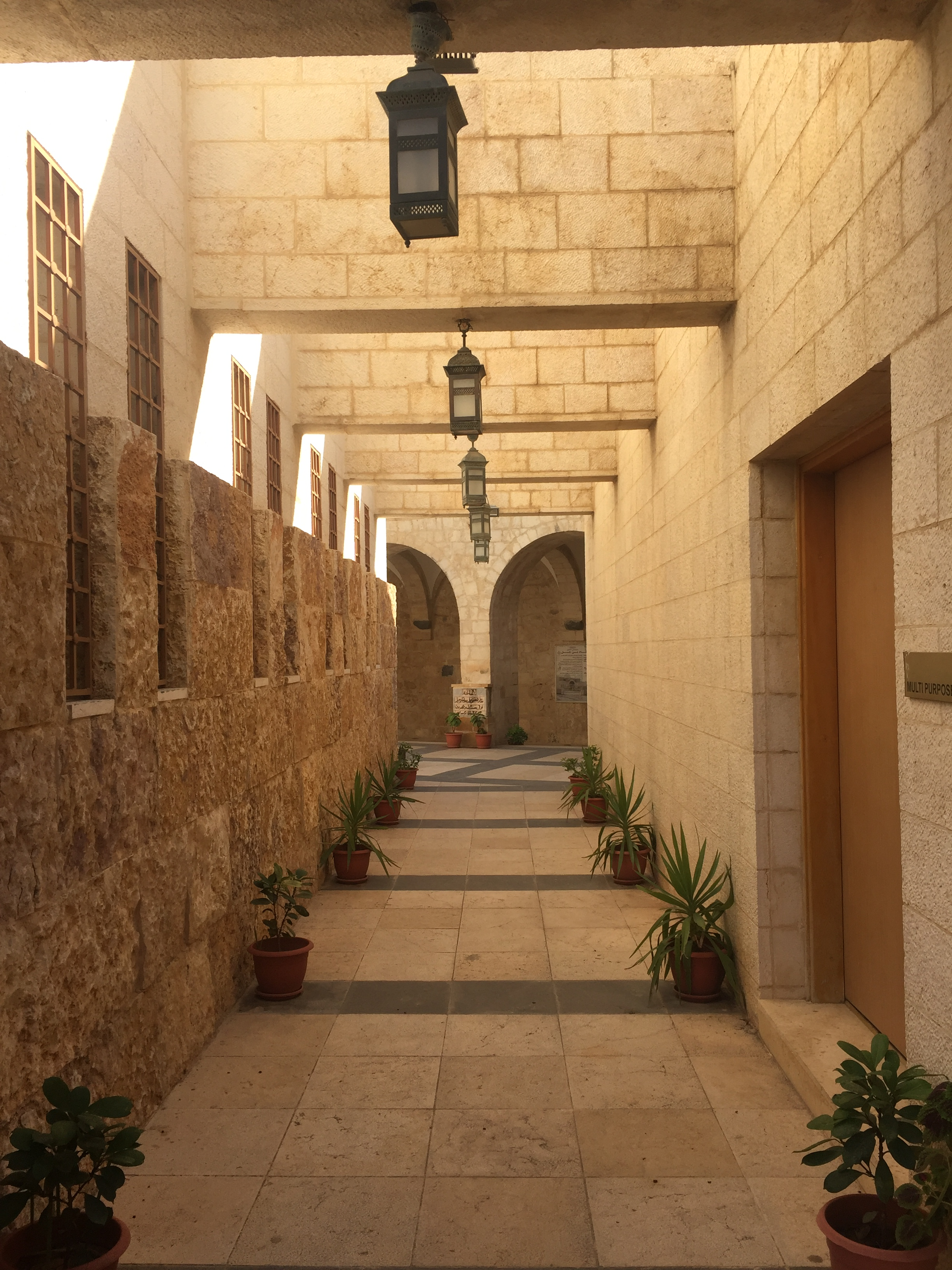
Altarul lui Muadh ibn Jabal

Mormântul lui Muadh Ibn Jabal (în arabă مقام الصحابي الجليل معاذ بⴸج جبل رضي الله عنه), un proeminent Sahabah al lui Mahomed și compilator al Coranului, este situat în Al-Shuna al-Shamalya. Mormântul se remarcă prin mirosul său plăcut, dar presupus inexplicabil.